# چاد اورت
چاد اورت (انگلیسی: Chad Everett; ۱۱ ژوئن ۱۹۳۷ – ۲۴ ژوئیهٔ ۲۰۱۲) هنرپیشه اهل ایالات متحده آمریکا بود.
از فیلم‌هایی که وی در آن نقش داشته‌است، می‌توان به جاده مالهالند، نمایی از بالا و تب هیجانی شدید اشاره کرد.